# Silly Vasiliu
Silly Vasiliu (n.  ?, Galați, România – d. 31 decembrie 1980) a fost o actriță română de teatru și film. Actrița nu și-a dezvăluit niciodată anul nașterii.

## Carieră
A interpretat roluri în comedii muzicale.
A fost partenera de scenă a tenorului Nicolae Leonard la Teatrul de Stat de Operetă „Ion Dacian” din București.
A evoluat pe scena Teatrului Alhambra, alături de Maria Tănase, Marilena Bodescu, Virginica Popescu, Mia Apostolescu, Lulu Nicolau, Lisette Verea, Titi Botez. Aici a jucat în piese precum Saboți, Barcă, Vulpea albă, Ți-amintești, Haimanale, Bonsoir Alhambra și Sinaia petrece (1931).
Silly Vasiliu a interpretat comedii muzicale la Teatrul de revistă „Constantin Tănase”.
A jucat în primul film sonor românesc, Bing-Bang, produs de Vasile Vasilache și Nicolae Stroe, film proiectat pentru prima dată la Cinematograful ARPA din cadrul Cercului Militar Național în 7 februarie 1935.
În 1960 a jucat în filmul-spectacol realizat după piesa Bădăranii de Carlo Goldoni pusă în scenă la Teatrul Național din București,în regia lui Sică Alexandrescu.
A interpretat melodii ale lui Ion Vasiliu: Suflet candriu, Te-am înșelat și-mi pare rău, Nu-ți pare rău că vezi că plâng.
A apărut pe coperta unor celebre reviste interbelice: Realitatea Ilustrată în 1931 și Ilustrațiunea română în 1932. Pentru interpretările sale a fost recunoscută la nivel internațional. Revista pariziană Comoedia i-a dedicat o pagină actriței române, pe care o numește vedeta teatrului muzical românesc pentru rolurile interpretate pe scenele Teatrului Alhambra, Scala și Femina.
În 2018 a fost pus în scenă spectacolul Zaraza, la Teatrul Odeon din București, iar Silly Vasiliu apare de această dată ca personaj interpretat de cântăreața Nico.

## Filmografie
- Poveste de iubire (1929)
- Un minut mai târziu (1930)
- Bing-Bang (1935) - cântăreața
- Bădăranii (1960) - bucătăreasă

## Piese muzicale
- Suflet candriu
- Te-am înșelat și-mi pare rău
- Nu-ți pare rău să vezi că plâng
- Minți
- Azi noapte te-am visat
- Departe
- Fetița mea
- Primul sărut